# 陈霆 (维基媒体)

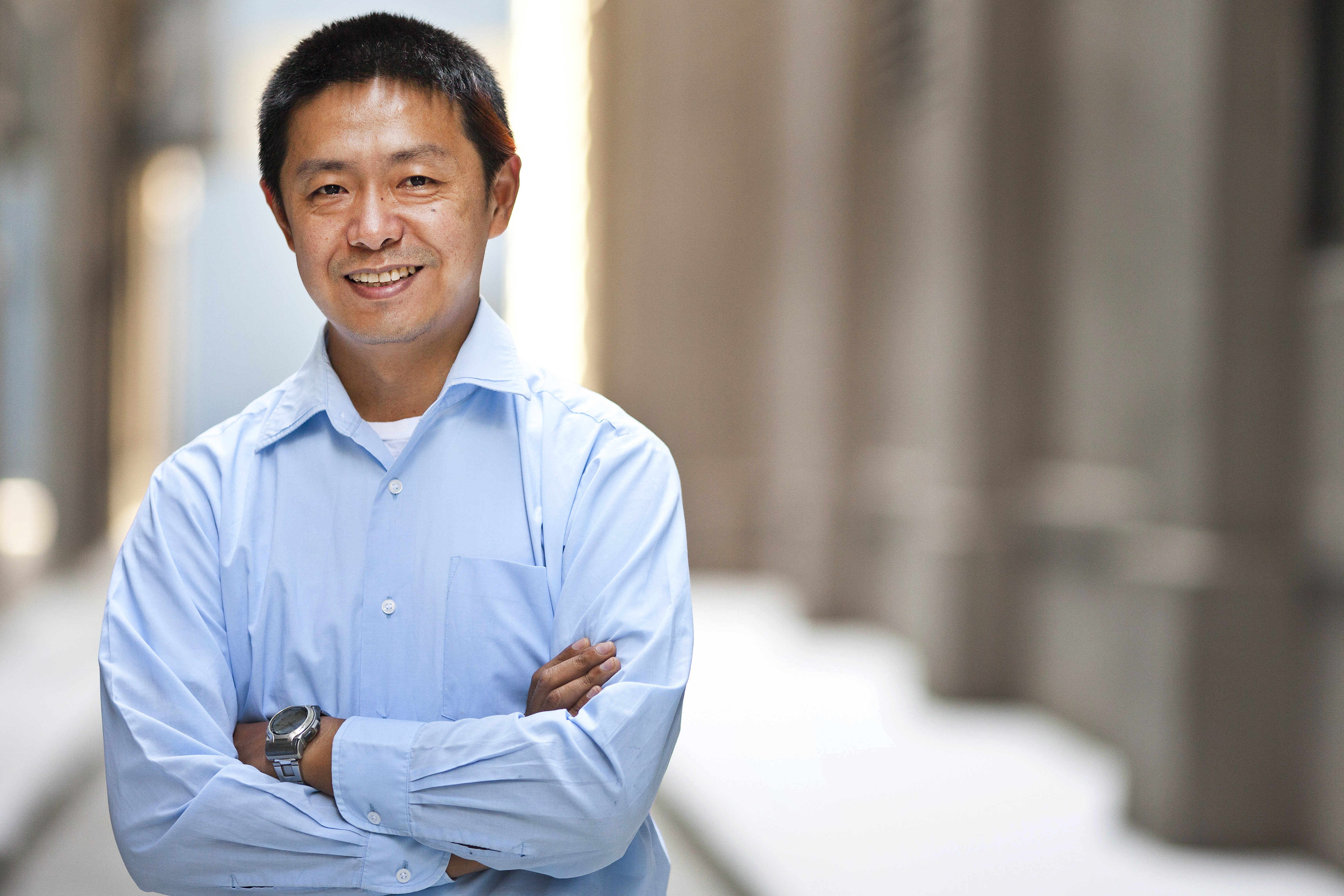
陈霆

陈霆（英語：Chen Ting，1968年1月29日—），維基用戶名Wing，维基媒体理事会第4位主席。

## 簡歷
陈霆在中国上海出生，成长于哈尔滨。他在当地完成了小学与中学的学业，并於1989年前往德国布倫瑞克工業大學学习电机工程，对半导体及其物理原理深感兴趣，遂1993年便获得了大学毕业证书。他就讀大学期间首次接触到网络虚拟社群，曾在德语的FidoNet上，管理一個介绍科学知识的论坛多年。
2003年，陈霆从一则关于德语维基百科的新闻中，了解到维基百科和其他的维基媒体项目。从那时起，维基百科便成為他的新业余爱好；起初只参与编写德语维基百科，但在不久后就转向了中文维基百科。他曾参加在法兰克福举办的第一届国际维基媒体年会（Wikimania 2005），且参与過一场小组讨论和介绍中文社群，也曾协助组织在台北举办的国际维基媒体年会（Wikimania 2007）。
2008年6月，陈霆獲维基媒体社群选为理事会成员，2008年7月正式上任。至2010年7月，他成为了维基媒体理事会第4任主席，2012年7月離任，并由汪舒凱接任。而他现時就职于德国美因茨一家IT公司。

## 外部連結
- 陈霆的網誌 （页面存档备份，存于）

| 前任： 米高·斯諾 | 維基媒體基金會理事長 | 继任： 汪舒凱 |